# Sergiusz Nuromski
Sergiusz Nuromski, Wołogodzki, Obnorski – święty mnich prawosławny. 
Śluby zakonne złożył w jednym z klasztorów Athosu. Następnie wrócił na Ruś, gdzie dołączył do monasteru założonego przez św. Sergiusza z Radoneża. Został jego uczniem duchowym, po czym za jego zgodą opuścił klasztor i rozpoczął życie pustelnicze w lasach komelskich. Żył nad rzeką Nurmą, blisko pustelni innego mnicha, Pawła Komelskiego, który został jego przyjacielem i duchowym uczniem. Z czasem skupił wokół siebie grono naśladowców, razem z którymi założył nowy monaster. Przebywał w nim do końca życia, tj. do 1421. 
Kroniki klasztorne odnotowały 80 cudów, jakie miały wydarzyć się za jego pośrednictwem do 1584. 